# 西德拉加特塔
西德拉加特塔（Sidlaghatta），是印度卡纳塔克邦Kolar县的一个城镇。总人口41105（2001年）。

## 人口
该地2001年总人口41105人，其中男性21185人，女性19920人；0—6岁人口5746人，其中男2981人，女2765人；识字率61.81%，其中男性为67.43%，女性为55.84%。